# Спас Делев
Спас Делев (болг. Спас Делев, нар. 22 вересня 1989, с. Ключ, община Петрич, Благоєвградська область, Болгарія) — болгарський футболіст, нападник клубу «Лудогорець» та збірної Болгарії. Виступав також за низку інших болгарських та зарубіжних клубів.

## Клубна кар'єра
Народився 22 вересня 1989 року в с. Ключ общини Петрич Благоєвградської області. Вихованець юнацьких команд футбольних клубів «Беласиця» (Петрич) та «Пірін» (Благоєвград).
У дорослому футболі дебютував 2008 року виступами за команду клубу «Пірін» (Благоєвград), в якій провів один сезон, взявши участь у 26 матчах чемпіонату Болгарії.
Своєю грою за цю команду привернув увагу представників тренерського штабу клубу ЦСКА (Софія), до складу якого приєднався 2009 року. Відіграв за армійців з Софії наступні два сезони своєї ігрової кар'єри. Більшість часу, проведеного у складі софійського ЦСКА, був основним гравцем атакувальної ланки команди.
Згодом з 2011 по 2016 рік грав у складі команд клубів «Мерсін Ідманюрду», ЦСКА (Софія), «Лас-Пальмас», «Локомотив» (Пловдив) та «Бероє».
До складу польського клубу «Погонь» (Щецин) приєднався 2016 року. За три роки відіграв за команду зі Щецина 72 матчі в національному чемпіонаті.
Влітку 2019 року Делев повернувся до Болгарії, де захищав кольори клубу «Арда» (Кирджалі). На початку 2022 року перейшов до клубу «Лудогорець».

## Виступи за збірні
Протягом 2008–2009 років залучався до складу молодіжної збірної Болгарії. На молодіжному рівні зіграв у 3 офіційних матчах.
У 2011 році дебютував в офіційних матчах у складі національної збірної Болгарії. Наразі провів у формі головної команди країни 36 матчів, забивши 3 голи.

## Титули і досягнення
- Чемпіон Болгарії (3):

«Лудогорець»: 2021-22, 2022-23, 2023-24
- Володар Кубка Болгарії (2):

ЦСКА (Софія): 2010-11
«Лудогорець»: 2022-23
- Володар Суперкубка Болгарії (3):

ЦСКА (Софія): 2011
«Лудогорець»: 2022, 2023